# Pathologie neurologique professionnelle
De nombreux toxiques sont susceptibles de provoquer une atteinte neurologique dans le cadre professionnel. Le manganèse est connu pour provoquer un syndrome voisin de la maladie de Parkinson. Différents pesticides sont également incriminés dans la même pathologie mais la preuve définitive de leur implication n'a pas encore été formellement apportée. 
Les polynévrites peuvent également une origine toxique. En dehors de l'éthanol qui est l'étiologie largement dominante, on peut citer l'arsenic, l'hexane, le tétrachloroéthane, le sulfure de carbone.

## Mouvements anormaux

### Maladie de Parkinson

#### Manganèse
L’intoxication chronique provoque un tableau qui ressemble beaucoup à celui du parkinson : hypertonie avec faciès figé, ralentissement des mouvements et de la parole. Mais la démarche est particulière : jambes écartées, genoux tendus, pieds en équin. Les malades avancent à petits pas avec appui seulement sur les articulations métatarso-phalangiennes. C’est le pas de coq de Von Jaksh. Souvent le pied décrit un arc de cercle sur le sol et les chutes d’une pièce sont fréquentes. Ces symptômes, ainsi qu’une polyglobulie fréquemment associée,  permettent de différencier le parkinson manganique du parkinson banal.

#### Sulfure de carbone
Dans l’intoxication au sulfure de carbone, l’atteinte striopallidale peut provoquer un syndrome parkinsonien et les lésions du néostriatum des mouvements choréoathétosiques.

#### Traumatismes
Le syndrome parkinsonien des boxeurs est bien connu, il est dû à des microhémorragies des centres extra-pyramidaux, provoquant des lésions cicatricielles avec gliose évolutive.
Le cas le plus connu est celui du champion Mohamed Ali. 

#### Risques demaladie de Parkinsonliés aux pesticides
L'exposition aux pesticides augmenterait le risque de maladie de Parkinson de près de 70 % :
5 % des personnes exposées aux pesticides risqueraient de développer la maladie contre 3 % pour la population générale.Cette maladie est d’ailleurs plus fréquente en milieu rural qu’en milieu urbain.
On ne dispose malgré tout d’aucune étude épidémiologique incriminant un produit particulier dans la maladie de Parkinson.
En France, cette maladie ne figure cependant dans aucun tableau de maladie professionnelle mais un cas récent pourrait faire jurisprudence.

##### Rôle duMPTPet des autres dérivés de lapyridine,Cyperquat,Paraquat
Le MPPP, un opioïde de synthèse utilisé par les toxicomanes comme drogue récréative et qui a  des effets similaires à ceux de l’héroïne et de la morphine. Le MPTP (1 - méthyle  4 - phényl 1,2,3,6-tétrahydro pyridine) est un neurotoxique qui  peut produit être accidentellement au cours de la fabrication illicite de MPPP, et c'est de cette façon que ses effets inducteurs de la maladie de Parkinson ont d'abord été découverts.
Sa neurotoxicité  a été suspectée en 1976 lorsque Barry Kidston, un étudiant en chimie du Maryland âgé de 23 ans, s’est injecté du MPPP qu’il avait synthétisé de manière incorrecte. Il a été contaminé par le MPTP, et à l’issue d’un délai de trois jours, il a commencé à développer les symptômes de la maladie de Parkinson qui a été traitée avec succès avec la Levo-dopa, mais il est décédé 18 mois plus tard d'une overdose de  cocaïne. Lors de l'autopsie, on a découvert une destruction des neurones dopaminergiques de la substance noire.
Le MPTP lui-même n'est pas toxique mais comme tout composé liposoluble il peut traverser la barrière hémato-encéphalique. Une fois à l'intérieur du cerveau, le MPTP est métabolisé en une substance toxique le  1-méthyl-4-phenylpyridinium (MPP +) par l'enzyme MAO-B des  cellules gliales. Le MPP + détruit essentiellement les neurones dopaminergiques dans une partie du cerveau appelée la substantia nigra. Le MPP + interfère avec le complexe I de la chaîne respiratoire, un élément du métabolisme des mitochondries, ce qui conduit à la mort cellulaire et provoque l'accumulation de radicaux libres, des molécules toxiques qui contribuent ultérieurement à la destruction des cellules.
Le MPTP est utilisé dans l'industrie comme intermédiaire de synthèse, le chlorure du métabolite toxique MPP + a été transformé en herbicide pour produire le Cyperquat, substance proche du Paraquat qui est donc suspecté d’avoir la même toxicité, bien qu’aucune étude épidémiologique n’en ait apporté la preuve.

##### Contribution du MPTP à la recherche sur la maladie de Parkinson
Langstonet al.(1984) ont constaté que l'injection de MPTP chez le singe Saïmiri a entraîné un syndrome parkinsonien, symptômes qui ont par la suite été réduit par la lévodopa, qui est un précurseur d’un neurotransmetteur la dopamine et qui est actuellement le médicament de choix dans le traitement de la maladie de Parkinson. Les symptômes et les structures cérébrales dans la maladie de Parkinson induite par le MPTP sont pratiquement identiques à ceux de la véritable maladie de Parkinson au point que le MPTP peut être utilisé pour simuler la maladie en vue d'étudier en laboratoire la physiologie du Parkinson et d’expérimenter des traitements potentiels. Les études sur la souris ont montré que la sensibilité au MPTP augmente avec l'âge.
La connaissance du MPTP et son utilisation pour recréer un modèle expérimental fiable de la maladie de Parkinson a incité les scientifiques à étudier les possibilités d'une intervention chirurgicale remplaçant la perte des neurones par des implants de tissus fœtaux et de Cellule souche ou la stimulation électrique cérébrale sous-thalamique, recherches, qui toutes initialement ont fait preuve, d’une réussite provisoire.
Il a été postulé que la maladie de Parkinson pourrait être provoquée par l’accumulation de faibles quantités de MPP + composés d’un apport exogène par ingestion ou par le biais d'expositions répétées, et que ces substances sont en concentration trop minime pour être détectés de manière significative par des études épidémiologiques.
En 2000, un autre modèle animal de la maladie de Parkinson a été découvert. Il a été démontré que la roténone un pesticide et insecticide provoquait la maladie de Parkinson chez le rat détruisant des neurones dopaminergiques dans la substance noire. Comme MPP +, la roténone interfère également avec le complexe I de la chaîne respiratoire des mitochondries.

##### Controverse sur la toxicité humaine de laroténoneet la maladie de Parkinson
L'administration par injection chronique à de faible dose répétée de roténone provoque chez les rats la maladie de Parkinson. À la différence de la plupart des substances neurotoxiques, la roténone possède une toxicité sélective pour les neurones producteurs de dopamine. Sa toxicité proviendrait de son effet inhibiteur du complexe I de la chaîne respiratoire mitochondriale. Elle est donc particulièrement utilisée pour comprendre les mécanismes de la maladie de Parkinson.
Dans sa phase initiale, la neurotoxicité de la roténone n'entraîne aucun symptôme. Quand les premiers symptômes apparaissent, les dégâts sont déjà irrémédiables.
L'utilisation sans cesse croissante et banalisée de la roténone coïncide avec l'augmentation de cas de maladie de Parkinson. D'autres insecticides (de synthèse ceux-là) sont aussi montrés du doigt.
Le statut légal de la roténone en France ne tient pas compte de ces connaissances controversées. En effet, l'exposition normale des utilisateurs ne peut se faire que par inhalation ou ingestion. Dans ces cas là, la roténone est neutralisée par l'alcalinité de l'intestin, elle n'est pas transmise à la circulation sanguine et donc ne peut parvenir au cerveau.
Les résultats d'une expérience d'administration chronique de roténone par ingestion ont montré qu'il n'y avait pas de développement de symptômes de Parkinson. Pourtant cette étude sur 320 rats a duré 12 mois et les doses de roténone étaient 30 fois plus élevées (75 mg par kg).
Dans l'expérience de l'université Emory, la roténone a été mélangée à des produits qui ne sont pas utilisés en agriculture et qui ont la propriété de favoriser la pénétration des molécules à travers les tissus.
L'objet de l'étude n'était pas d'incriminer l'utilisation agricole de la roténone dans le développement de la maladie de Parkinson. L'auteur précise d'ailleurs lui-même que la roténone a une toxicité faible quand elle est administrée par voie orale.
Le but du chercheur était simplement de trouver un moyen d'obtenir des rats atteints de la maladie de façon régulière pour mieux pouvoir étudier les lésions qu'elle provoque dans les tissus du cerveau.

### Syndrome cérébelleux
L’intoxication au mercure, autrefois fréquente dans l’industrie du feutre provoquait une atteinte cérébelleuse avec un tremblement à la fois statique et d’action, la classique tremblement mercuriel. La composante statique du tremblement est souvent plus marquée que dans l’atteinte cérébelleuse banale. On note également une ataxie, de l’adiadococinésie et parfois une parole scandée.

### Nystagmus
Il s’agit du nystagmus des mineurs dont la pathogénie est très discutée. Il serait lié à une fatigue des muscles oculaires.

### Syndromes médullaires: paraplégie des scaphandriers
La paraplégie est l’accident nerveux le plus fréquent qui peut survenir chez les scaphandriers et les tubistes à la suite d’une décompression trop rapide.
1. Phase prémonitoire : souvent caractérisée par un évanouissement ou une douleur dorso-lombaire d’apparition brutale et qui ne cesse pas avec l’apparition de la paraplégie.
2. Paraplégie soudaine, d’emblée maximale, flasque avec anesthésie, abolition des réflexes et troubles sphinctériens.
3. Evolution variable, parfois mortelle, le plus souvent régressive au bout d’un mois après l’accident. La paraplégie peut également devenir spasmodique avec des séquelles définitives.
4. L’accident entraîne l’interdiction de reprise de l’activité professionnelle.

### Polynévrites

#### Polynévrites non douloureuses
1. Plomb : très rarement observée de nos jours.
2. Tétrachloroéthane : c’est un solvant de l’acétate de cellulose qui n’est pratiquement plus utilisé. Il provoquait des polynévrites à début rapide prédominant aux interrosseux des mains et des pieds. On n’observe pas de douleurs mais des paresthésies.

#### Polynévrites douloureuses
1. Arsenic : provoque des polynévrites localisées à la loge antéro-externe de la jambe évoquant la polynévrite alcoolique avec paresthésies, douleurs spontanées et à la pression des masses musculaires. Le diagnostic peut  être évoqué devant l’association d’autres signes d’intoxication arsenicale (kératodermie, mélanodermie etc.)
2. Hexachloro-cyclohexane (Lindane) : polynévrite des membres inférieurs chez les salariés répandant des insecticides pour la démoustication.
3. Hexane : polynévrites motrices ou sensitivo-motrices chez les ouvriers de la chaussure (colles).
4. Sulfure de carbone : polynévrites à début progressif avec troubles de la marche et paresthésies.

### Atteintes des nerfs crâniens

#### Névrites optiques
1. Associée à un polynévrite : plomb, sulfure de carbone et bromure de méthyle.
2. Trichloréthylène : les cas signalés dans le passé étaient peut être dus à des impuretés de dichloréthylène.

#### Atteintes du nerf auditif
- Surdité professionnelle par exposition au bruit
- Choc acoustique chez les téléphonistes : exposition accidentelle à un son de forte intensité.

### Atteintes des nerfs périphériques

#### Lésions provoquées par les outils pneumatiques
Les lésions sièges surtout dans le territoire du nerf cubital. Elles sont dues au martèlement répété du nerf  ainsi qu’une action indirecte sur les muscles et à des troubles vasculaires.

#### Paralysies par compression professionnelle d’un nerf
La localisation est très variable suivant la profession et le geste professionnel :
- paralysies du plexus brachial, du circonflexe ou du nerf du grand dentelé à la suite du port de fardeau ou de l’action d’une sangle sur l’épaule (syndrome du havresac) ;
- atteinte du sciatique poplité externe chez les salariés travaillant de façon prolongée en position accroupie (carreleurs) ;
- syndrome du canal carpien : compression du nerf médian au poignet ;
- syndrome cubital : compression du nerf cubital au niveau du coude ;
- compression du nerf cubital au niveau de la loge de Guyon.

Les trois derniers cas relèvent des troubles musculosquelettiques (TMS), lésions attribuées aux gestes répétitifs qui constituent actuellement la plus fréquente des maladies professionnelles.

#### Névralgies par compression aiguë d’un nerf
1. Métatarsalgie des coureurs à pied : pincement d’un des nerfs collatéraux plantaires entre deux têtes de métatarses (généralement entre 4e et 5e métatarsien). Provoque une douleur vive généralement soulagée dès que le coureur enlève sa chaussure.
2. Coincement du nerf cubital au cours du lancer du disque ou du javelot : après une élongation brutale, le nerf cubital est coincé entre le bord interne de l’olécrane et l’humérus dans la gouttière épitrochléo-olécranienne.